# Invloedssfeer

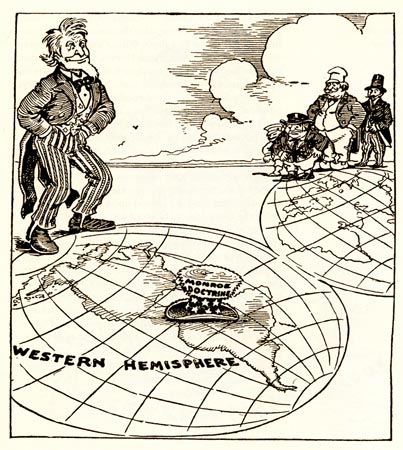
Spotprent uit 1912 die de invloed van de Verenigde Staten in Zuid-Amerika weergeeft volgens de Monroedoctrine

Een invloedssfeer is in de geopolitiek een gebied dat door een externe staat op indirecte wijze wordt gedomineerd. Een goed voorbeeld zijn de invloedssferen van de verschillende grootmachten in de tijd van het kolonialisme, bijvoorbeeld in China, waar het noorden onder de Russische invloedssfeer viel, het zuidoosten onder de Franse, en de rest onder de Britse, Duitse en Franse invloedssferen. Ook the Great Game was vooral een strijd om invloedssferen. Ten tijde van de Koude Oorlog hadden zowel de Verenigde Staten als de Sovjet-Unie invloedssferen, in het tweede geval met wat grotere controle dan in het eerste. De NAVO-landen, Midden- en Zuid-Amerika, Japan, Zuid-Korea, Taiwan, Zuid-Vietnam, Australië en andere landen vielen onder de Amerikaanse invloedssfeer; de landen van het Warschaupact, de Volksrepubliek China (tot de jaren vijftig), Cuba, Noord-Korea en Noord-Vietnam onder die van de Sovjet-Unie.